# Rixensart
Rixensart (wallonisch Ricsinsåt) ist eine Gemeinde in der französischsprachigen Provinz Wallonisch-Brabant in Belgien. Sie besteht aus den drei Ortsteilen Genval, Rixensart und Rosières.

## Wirtschaft
Rixensart ist der Hauptproduktionsstandort für die Impfstoffsparte des Pharmakonzerns GlaxoSmithKline. In Anlehnung an den Produktionsstandort tragen fast alle Impfstoffe aus dem Hause GSK das Suffix „-rix“ im Namen. Rixensart ist außerdem das Forschungs- und Entwicklungszentrum für neue Impfstoffe von GlaxoSmithKline.

## Verkehr
Rixensart und Genval sind jeweils über eine Station der Linie S 8 der S-Bahn Brüssel in das Nahverkehrsnetz der belgischen Hauptstadt eingebunden.

## Städtepartnerschaften
Seit 1974 unterhält Rixensart eine Partnerschaft mit der nordrhein-westfälischen Stadt Winterberg.
Weitere Partnerschaften bestehen mit Touquet (Frankreich, seit 1970), Birstall (Großbritannien), Poperinge (Belgien), Bradu (Rumänien) und Ruhondo (Ruanda).

## Töchter und Söhne der Gemeinde
- Madeleine Defrenne (1916–2008), Romanistin und Literaturwissenschaftlerin
- Emile Daems (1938–2024), Radrennfahrer

## Politik
Seit 2006 war der liberale (MR) Bürgermeister Jean Vanderbecken im Amt, er wurde 2012 bei den Kommunalwahlen mit seiner offenen Liste (Nouvelle Alliance Pluraliste - MR) mit absoluter Mehrheit wiedergewählt. In der Folge einer Operation starb er 62-jährig am 6. Juni 2017. Am 14. Oktober 2018 wurde Patricia Lebon zur neuen Bürgermeisterin gewählt.